# Ллін-Годдіондуон

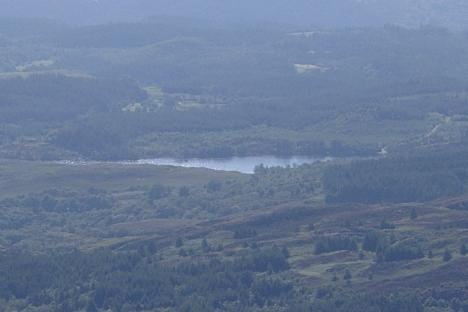
The remoteness of the lake can be seen from the summit of Creigiau Gleision, some 2½ miles away.

Ллін Годдіондуон (англ. Llyn Goddionduon) озеро в Північному Уельсі.
Розташоване на висоті 242 м і має площу 4,00 га. З усіх боків озеро оточене лісом, до нього веде пішохідна доріжка. Це природне озеро, що використовується рибалками для лову пструга
Є різні версії походження назви озера. Одна з них, нібито справжня назва валійською Llyn y Goeden (Озеро дерева), але на картах помилково написали Goddinduon (duon значить «чорний» у валійській, але Goddion невідоме слово).